# マシュー・チョジック
マシュー・チョジック（英: Matthew Chozick、1980年12月1日- ）は、日本のタレント、ライター、大学教員、出版社経営者、映画監督、脚本家、 俳優、翻訳家である。株式会社 スカイコーポレーション 所属。アメリカ・コネチカット州出身。身長170cm、A型。

## 出演

### 映画
- 獣道 (映画)（2017年）- ラヴィ 役
- JEBIOTTO vs. MECHAJEBIOTTO （2019年）- 神様/ボン・ジョヴィ 役
- ミッドナイトスワン （2020年）- アナウンサーの声 役
- プリズナーズ・オブ・ゴーストランド（2021年）- マシュー保安官 役
- トシエ・ザ・ニヒリスト（2021年）- アン・ドゥン 役
- 異動辞令は音楽隊（2022年）- 神父 役
- 紋の光 （2024年）- マイケル・ブラウン 役

### テレビ
- 世界まる見え!テレビ特捜部（日本テレビ、2012年5月 - ）
- ニッポン戦後サブカルチャー史 （NHK Eテレ）
- ひるおび! （TBS）
- 世界が驚いたニッポン! スゴ〜イデスネ!!視察団（テレビ朝日）
- ニュース シブ5時（NHK総合）
- スーパーJチャンネル （テレビ朝日）
- モーニングCROSS（TOKYO MX）
- 情報プレゼンター とくダネ!（フジテレビ）
- TOKYO EYE（NHK BS1）
- いま世界は（BS朝日）
- 週刊報道 Life（BS-TBS）
- 世界まる見え!DX特別版（日本テレビ）
- Smitten in Japan（NHK）
- Ethical Every Day（NHK）
- 放送90年！ もっと届け、ゴガクのこと （NHK Eテレ）
- 原宿AbemaNews （AbemaTV）

### ドラマ
- 乃木坂シネマズ〜STORY of 46〜 第2話（2020年1月1日、フジテレビオンデマンド）

### ラジオ
- 英語で読む村上春樹（NHKラジオ第2放送） 2013・15年度講師
- J-WAVE TOKYO MORNING RADIO（J-WAVE）
- すっぴん!（NHKラジオ第1放送）
- NHKジャーナル（NHKラジオ第1放送）
- でぃぐらじ（FMヨコハマ）
- SUNSTAR WEEKEND JOURNEY（FMヨコハマ）

### 舞台・パフォーマンスアート
- 「This Hell of Babel」（STスポット横浜 2010年）
- 「Headline News」（新宿シアター・ミラクル 2011年）
- 「14の夕べ」（東京国立近代美術館 2012年）
- 「Eiko & Koma」（東京国立近代美術館 2019年）
- 「女生徒」(内子座 2022年）

### その他
- ビジット・ジャパン・キャンペーン（官公庁PR動画出演案内役 シリーズ８本）
- なみじゃない杉並！とExperience Suginami（杉並区の国内とインバウンド向け観光キャンペーンのPR）

## 監督作品
- トシエ・ザ・ニヒリスト（2021年）

## 著書

### エッセー本
- 『マシューの見てきた世界──人生に退屈しないためのとっておきの21話』（2019年2月22日 Pヴァイン）坪野圭介訳

### 主な執筆雑誌・新聞
- 『ジャパンタイムズ (The Japan Times)』（ジャパンタイムズ出版）
- 『AERA』（朝日新聞出版）
- 『週刊東洋経済』（東洋経済新報社）
- 『Asian Business and Management』（Macmillan Publishers）
- 『AERA English』（朝日新聞出版）
- 『Metropolis』（Japan Partnership KK）
- 『週刊女性』（主婦と生活社）
- 『New Ohio Review』（Sheridan Press）
- 『SEDA』（日之出出版）
- 『The Literary Encyclopedia』（The Literary Dictionary Company Limited）
- 『英語で読む村上春樹』（NHK出版）
- 『Comparative Literature Studies』（Penn State University Press）
- 『Tokyo Verb Studio』（Awai Books）

### 単行本執筆
- 『ヒトラー・ザ・ダルメシアン』（2017年6月 Kindle Single）坪野圭介訳

### 翻訳
- 会田誠、森美術館館長等による『Tokyo Visualist』（河出書房新社 2009年）共同英訳
- ウィスット・ポンニミット『Him Her That』（あとがき：よしもとばなな）（Awai Books 2013年）英訳
- 東京国立近代美術館での通訳アートパフォーマンス。後にこの内容は『ドキュメント14の夕べ』として出版される。（青幻舎 2013年）
- 2019年ピューリッツァー賞受賞したフォレスト・ギャンダー『Eiko & Koma』（Awai Books 2019年）共同和訳

## 人物・エピソード
- 初監督として撮った短編『トシエ・ザ・ニヒリスト』が米英アカデミー賞認定のLA Shorts国際映画祭でプレミア上映され、ニューヨーク国際短編映画祭では最優秀コメディ賞を受賞するなど、海外の様々な映画祭で評価されている。
- 「世界まる見えテレビ」出演当初は、ビートたけしに、容姿が似ている「オリエンタルラジオ（の藤森慎吾）」と、呼ばれるのがお決まりだった[1]。

## 受賞歴
- 2021年
  - ニューヨーク国際短編映画祭最優秀コメディ賞受賞（トシエ・ザ・ニヒリスト）
  - シドニー･アンダーグラウンド･フィルム･フェスティバル観客賞受賞（トシエ・ザ・ニヒリスト）
  - 深圳国际电影节最優秀ビジュアル賞受賞（トシエ・ザ・ニヒリスト）
  - 香港国際短編映画祭最優秀新人監督賞受賞（トシエ・ザ・ニヒリスト）
  - 地中海映画祭カンヌ短編映画最優秀コメディ賞受賞（トシエ・ザ・ニヒリスト）
- 2022年
  - デイヴィッド・リンチのボストン・アンダーグラウンド映画祭短編映画最優秀賞受賞（トシエ・ザ・ニヒリスト）
  - NYC国際映画祭国際短編映画最優秀賞受賞（トシエ・ザ・ニヒリスト）